# Dansband
Een dansband is een muziekgroep die populaire, dansbare muziek maakt. De term is in de jaren '70 ontstaan in Zweden, waar de muziek populair is, met name in de jaren '70, '80 en '90. De muziek van een dansband heet dansbandsmusik (dansbandmuziek), maar vaak wordt het hele genre kortweg dansband genoemd. De muziek geniet ook populariteit in Denemarken en Noorwegen, waar het danseband wordt genoemd. De dansen bugg en foxtrot worden met de muziek geassocieerd.
Dansbandsmuziek kent invloeden uit de country- en popmuziek, maar ook uit rock-'n-roll, swing en schlager. De teksten zijn meestal in de eigen taal en vrolijk of melancholisch van aard. Ze gaan over zaken als liefde, dans, vriendschap en vrede.
Subgenres van dansband zijn mogen, een oudere vorm van dansband die een rustiger tempo hanteert, en modern, een tegenhanger van mogen met snellere ritmen en meer popinvloeden.
Op het eerste zicht lijkt het een eerder oubollige muziekstijl te zijn. Maar het is nog steeds zeer populair in Zweden met ook heel wat moderne benaderingen van het genre. Sommige bands wisselen de Zweedstalige nummers af met covers van bekendere (Engelstalige) nummers die binnen het genre passen.   

## Bekende dansbands
- Arvingarna
- Barbados
- Black Jack
- Blender
- Bobbysocks (Noorwegen)
- Flamingokvintetten
- Forbes
- Friends
- Kjell Roos Band
- Lasse Stefanz
- Lotta & Anders Engbergs orkester
- Ole Ivars (Noorwegen)
- Sannex
- Sten & Stanley
- Streaplers
- Thorleifs
- Vikingarna
- Wizex, met zangeres Kikki Danielsson

## Bron
- Eriksson, Leif & Bogren, Martin. (2008). Livets band: den svenska dansbandskulturens historia. (De band van het leven: de geschiedenis van de Zweedse dansbandcultuur.) Stockholm: Prisma. ISBN 9789151851624. link